# Hydroptila parastrepha
Hydroptila parastrepha är en nattsländeart som beskrevs av Darcy B. Kelley och Harris 1983. Hydroptila parastrepha ingår i släktet Hydroptila och familjen smånattsländor. Inga underarter finns listade i Catalogue of Life.